# Straffan
Straffan is een plaats in het Ierse graafschap County Kildare. De plaats telt c.500 inwoners.